# أنو سولومون
أنو سولومون (بالإنجليزية: Anu Solomon)‏ هو لاعب كرة قدم أمريكية أمريكي، ولد في 5 نوفمبر 1994 في هونولولو في الولايات المتحدة.

## روابط خارجية
- أنو سولومون على موقع كلية كرة القدم في سبورتس رفرنس.كوم (الإنجليزية)